# Slaget vid Rain
Slaget vid Rain, även känt som övergången av Lech, var ett slag under trettioåriga kriget.

## Slaget
Den 5 april 1632 (g.s.) forcerade den svenska armén, under Gustav II Adolfs befäl, den tysk-romerska kejserliga arméns starkt befästa ställningar bakom floden Lech i ett fullskaligt fältslag. Slaget inleddes med ett våldsamt, av artilleri understött, svenskt infanterianfall som riktades mot centrum av den kejserliga armén, som stod uppställd i förskansningar bakom floden Lech. Sedan den svenska kontingenten erövrat ett brohuvud förskansade de sig och övergick till försvar under det att den kejserliga armén övergick i desperata motangrepp för att kasta tillbaka svenskarna över floden. Under tiden hade Gustav II Adolf avsänt större delen av sitt kavalleri för att gå över floden en mil söder om de kejserliga ställningarna.
Eftersom hela den kejserliga armén inklusive reserven engagerats i ansträngningarna att återta det svenska brohuvudet i centern kunde kavalleriet gå över floden och nalkas den kejserliga hären utan att upptäckas. Gustav II Adolfs plan att på så sätt kunna inringa hela den kejserliga armén gick emellertid om intet genom att ledaren för den tysk-romerska styrkan Johann Tserclaes Tilly skadades dödligt av en kanonkula, vilket föranledde den kejserliga armén att dra sig tillbaka innan den svenska inringningen hade hunnit verkställas. 

## Följder
I slaget som utkämpades mellan 40 000 man på den svenska sidan och 25 000 man på den kejserliga sidan, uppgick de samlade förlusterna till omkring 5 000 man, varav merparten på den kejserliga sidan. Tillys armé miste även sin befälhavare men undgick genom reträtten ett allvarligare nederlag. Storhertigdömet Bayern med de rika städerna Augsburg och München öppnades dock för svensk ockupation.